# Dracaena kupensis
Dracaena kupensis är en sparrisväxtart som beskrevs av Mwachala, Cheek, Fischer och A. Muthama Muasya. Dracaena kupensis ingår i släktet dracenor, och familjen sparrisväxter. Inga underarter finns listade i Catalogue of Life.